# 巴伦周刊
《巴伦周刊》是一份由新闻集团旗下的道琼斯公司出版的美国周刊与报纸，由克拉伦斯·巴伦（Clarence Barron，1855-1928）于1921年创办，时名《巴伦氏全国商业与金融周报》（Barron's National Business and Financial Weekly），是《华尔街日报》的姊妹刊物。
该刊物报道美国金融資訊、市场发展和相关统计数据。每期提供前一周的市场活动摘要、新闻、报告和对下一周的展望。
该杂志网站域名Barrons.com注册于1995年7月31日，中文版域名Barronschina.com.cn注册于2018年12月14日。

## 特色
《巴伦周刊》的特色包括：
- 一周市场：报道前一周的市场活动[11]。
- 巴伦圆桌会议（Barron's Roundtable[12]）：比尔·格罗斯、马里奥·加贝利，艾比·约瑟夫·科恩、费利克斯·祖拉夫和马克·法伯等著名投资人聚集在这里进行讨论[13]。
- 最佳线上经纪商：制作顶级線上交易经纪公司排行榜，标准包括交易经验和技术、可用性、移动、产品范围、研究设施、投资组合分析和报告、客户服务和教育以及成本[14]。
- 顶级财务顾问：美国顶级财务顾问[15]。

## 历史
《巴伦周刊》自1921年起由道琼斯公司出版，杂志以克拉伦斯·巴伦的名字命名，他是对道琼斯有影响的人物，也是现代财经新闻学（financial journalism）创始人。道琼斯公司还出版《华尔街日报》。1990年，该杂志推出部分彩色版，1996年1月推出全彩版。1994年3月7日，推出两版报纸。
Barrons.com作为WSJ.com的一部分于1996年推出。
在“近11年来的第一次重新设计”之后，《巴伦周刊》作为一个独立的产品，在他们的第一次金融顾问会议之后的几个月重新推出。
2008年9月，《巴伦周刊》收购了赢家圈组织（Winner's Circle Organization）。 2009年9月，《巴伦周刊》推出“五”（Penta）栏目。该栏目针对“五百万富翁”（pentamillionaires）——至少拥有500万美元资产的个人，提供理财建议。